# Jan Wróblewski (Pilot)

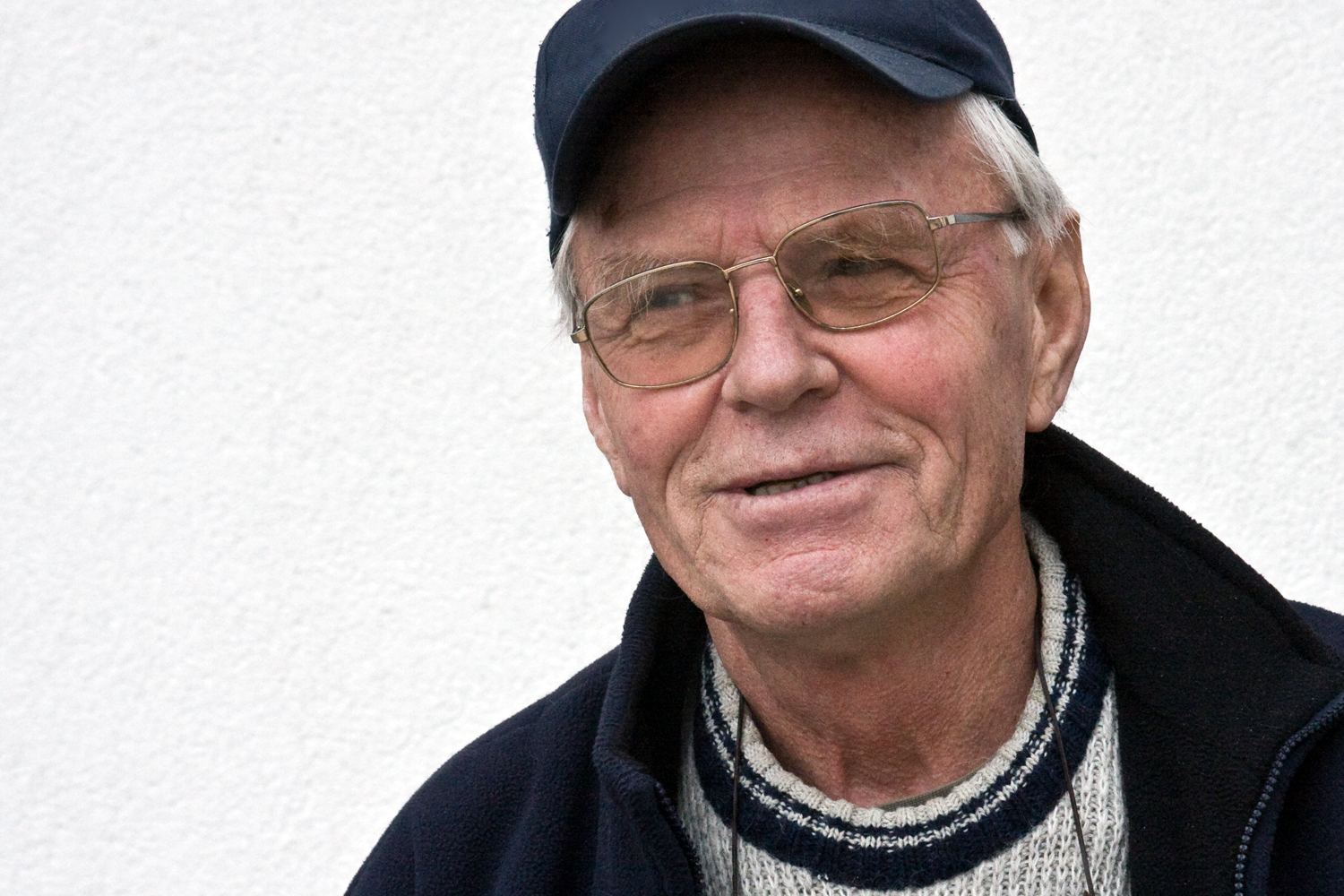
Jan Wróblewski 2013

Jan Wróblewski (* 6. November 1940 in Bydgoszcz) ist ein polnischer Pilot. Er ist zweifacher Weltmeister im Segelfliegen.
1963 wurde Wroblewski polnischer Landesmeister im Segelfliegen. Bei der Segelflugweltmeisterschaft 1965 in South Cerney (Großbritannien) errang er auf einer Foka-4 den Weltmeistertitel in der Offenen Klasse. Das war das erste und bisher einzige Mal, dass es einem Piloten gelang, mit einem Standardklassenflugzeug Weltmeister in der Offenen Klasse zu werden. 1970 wurde er auf einer Cobra 15 Vizeweltmeister in der Standardklasse. Zwei Jahre später gelang ihm in Vrsac (Jugoslawien) auf einer Orion in der gleichen Klasse der Titelgewinn. Im gleichen Jahr erhielt er die Lilienthal-Medaille der FAI.